# Francis Cabrel

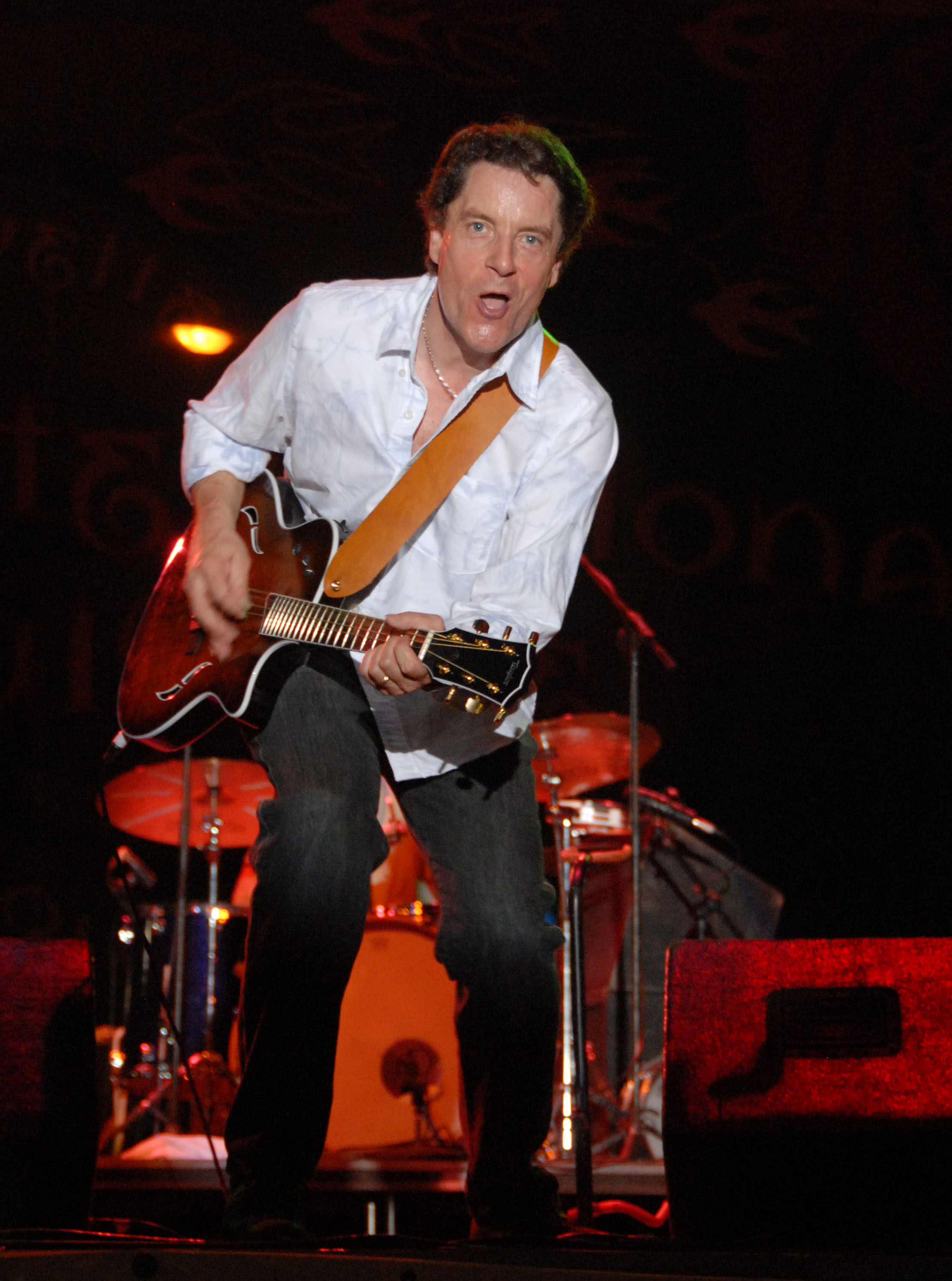
Francis Cabrel

Francis Cabrel (* 23. listopadu 1953, Agen) je francouzský zpěvák, kytarista a hudební skladatel. Je přiřazován k folku, blues či country. K jeho největším hitům patří Je l'aime à mourir (česky zpívala Lenka Filipová: Zamilovaná), L'encre de tes yeux, Petite Marie či C'était l'hiver. Své skladby nahrává také ve španělštině. Příležitostně zpívá také v okcitánštině, v arabštině, a v korsičtině přestože dle vlastního vyjádření tyto řeči neovládá.

## Diskografie

### Studiová alba
- Francis Cabrel/Les Murs de poussière (1977, CBS)
- Les chemins de traverse (1979, CBS)
- Fragile (1980, CBS)
- Carte Postale (1981, CBS)
- Quelqu'un de l'intérieur (1983, CBS)
- Photos de voyages (1985, CBS)
- Sarbacane (1989, CBS)
- Samedi soir sur la terre (1994, Columbia)
- Hors-saison (1999, Columbia)
- Les beaux dégâts (2004, Columbia)
- Des roses et des orties (2008, Columbia)
- Vise le ciel (2012)
- In extremis (2015)
- À l'aube revenant (2020)

### Živá alba
- Cabrel Public (1984, CBS)
- D'une ombre à l'Autre (1991, Columbia)
- Double tour (Électrique & acoustique) (2000, Columbia, 3 CDs)
- La tournée des bodegas (2005, Columbia)